# Герб Зашиверска
Герб бывшего города Зашиверск Момского улуса Республики Саха (Якутия). В XIX веке город оставлен жителями после эпидемии оспы.

## Описание герба
Описание герба: В верхней части щита герб иркутский, в нижней части — в чёрном поле золотая лисица, в знак того, что жители сей округи ловлею сих зверей промышляют.
Герб Зашиверска утверждён 26 октября 1790 года вместе с другими гербами Иркутского наместничества.